# Медведиха (Житомирская область)
Медведиха (укр. Медведиха) — село на Украине, находится в Чудновском районе Житомирской области.
Код КОАТУУ — 1825855601. Население по переписи 2001 года составляет 95 человек. Почтовый индекс — 13253. Телефонный код — 4139. Занимает площадь 0,367 км².

## Адрес местного совета
13253, Житомирская область, Чудновский р-н, пгт. Иванополь, ул. Ленина, 19